# Architektenkammer Nordrhein-Westfalen

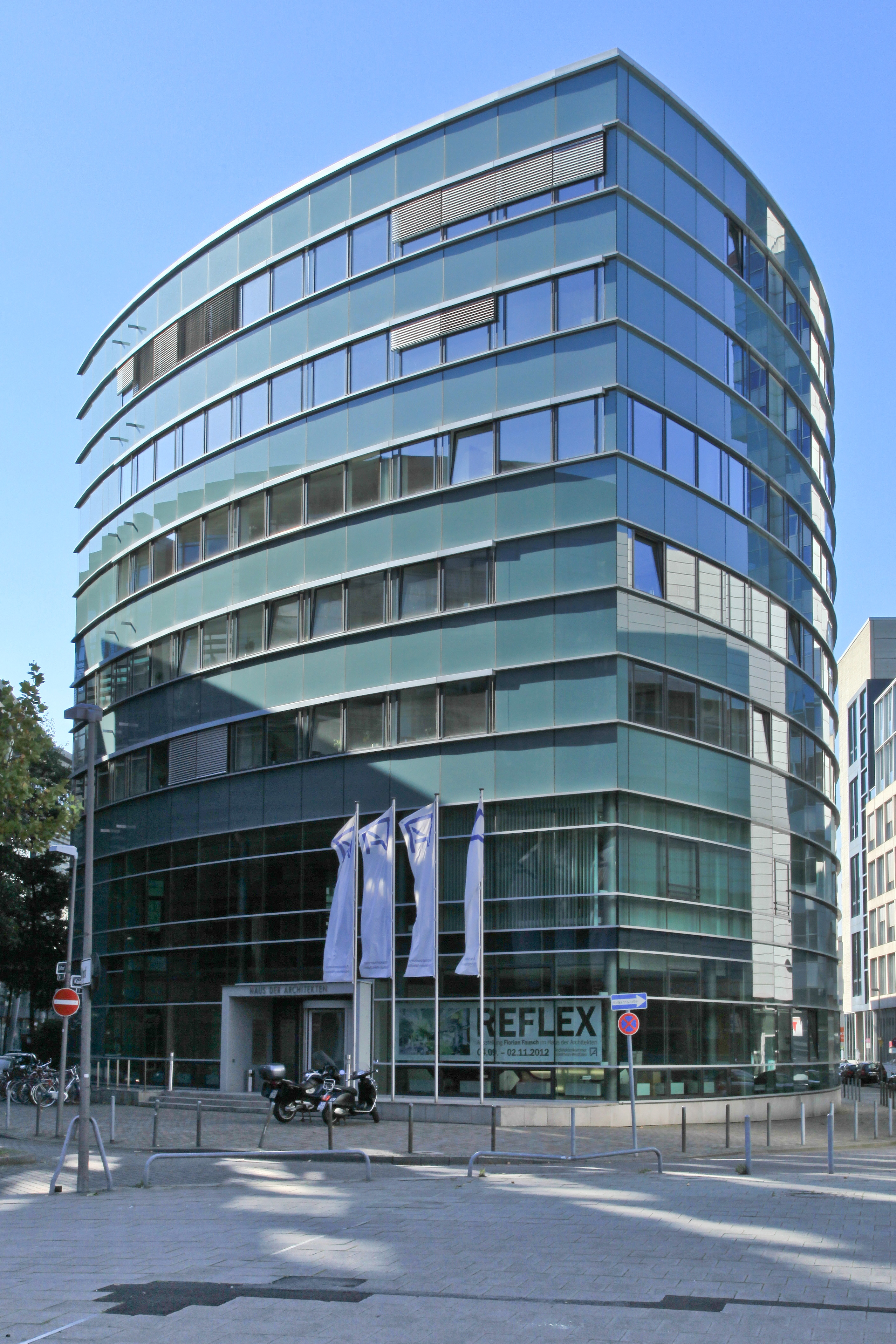
Haus der Architekten, Sitz der Architektenkammer Nordrhein-Westfalen im Medienhafen, Düsseldorf

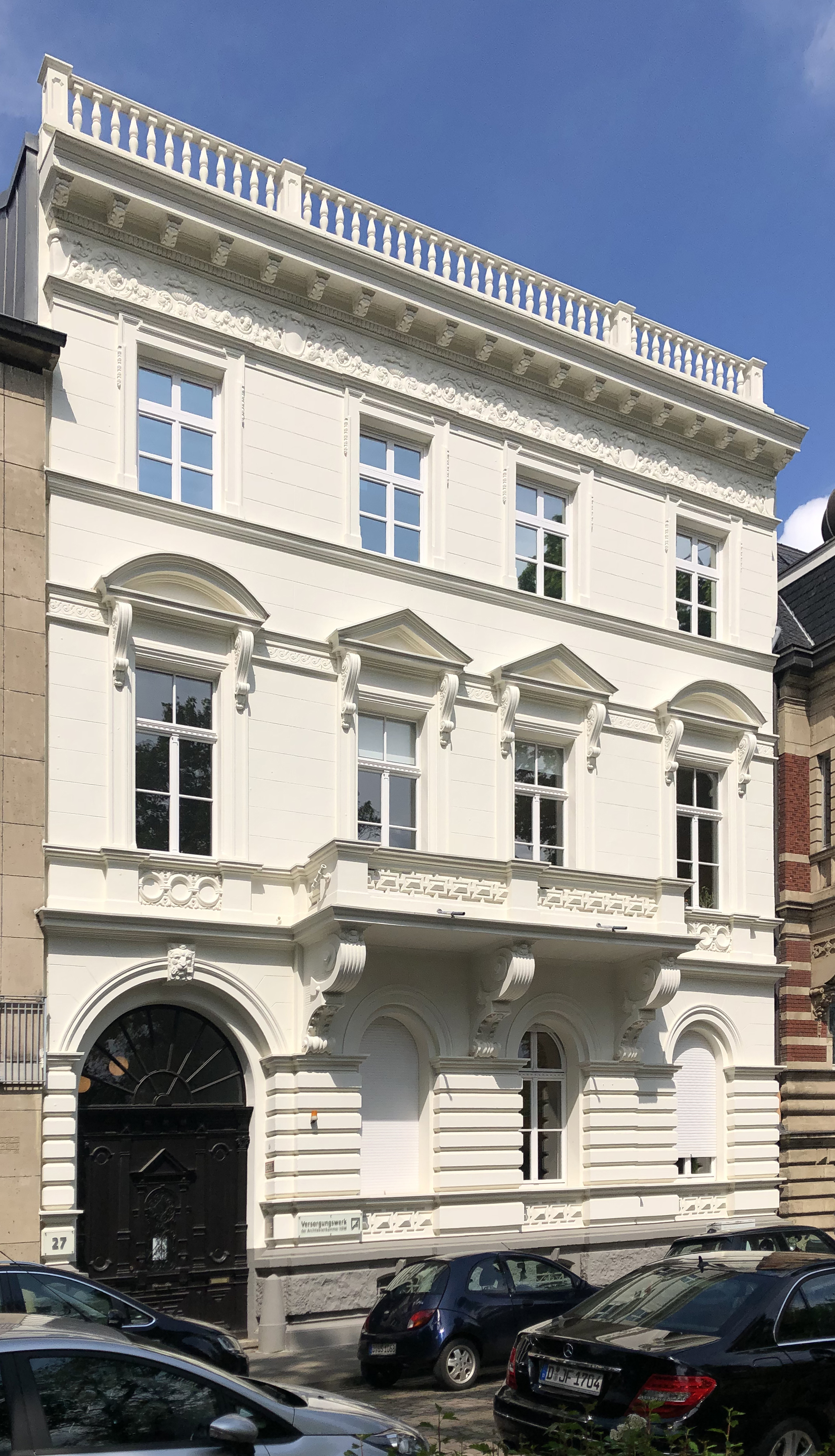
Sitz des Versorgungswerks der Architektenkammer Nordrhein-Westfalen im Haus Inselstraße 27

Die Architektenkammer Nordrhein-Westfalen, Abkürzung AKNW, ist die Organisation der berufsständischen Selbstverwaltung der Architekten, Innenarchitekten, Landschaftsarchitekten und Stadtplaner in Nordrhein-Westfalen. Gemeinschaftlich bildet dieser Berufsverband – mit zurzeit mehr als 30.000 in die Liste der Kammer eingetragenen Mitgliedern – als Körperschaft des öffentlichen Rechts die Architektenkammer des Landes. Ihr Sitz ist das Haus der Architekten in Düsseldorf.
Präsident und damit Vertreter der Kammer nach außen und Leiter ihres Vorstandes ist seit dem 9. November 2013 Ernst Uhing (* 1956). Als Hauptgeschäftsführer fungiert seit dem 14. April 2009 Markus Lehrmann (* 1969). Oberstes Organ der Kammer ist die gewählte Vertreterversammlung mit insgesamt 201 Mitgliedern, deren Facharbeit sich in Ausschüssen vollzieht.
Die Architektenkammer Nordrhein-Westfalen dient seit 1970 neben der berufsständischen Selbstverwaltung auch der Interessenvertretung und bietet ihren Mitgliedern ein breites Service- und Beratungsangebot, unter anderem Fort- und Weiterbildung sowie ein Versorgungswerk. In besonderem Maße engagiert sie sich für Baukultur und Architektur in Nordrhein-Westfalen.
Rechtsgrundlagen der Architektenkammer Nordrhein-Westfalen sind insbesondere § 12 des Baukammerngesetzes (BauKaG NRW) und ihre Hauptsatzung. Das Baukammerngesetz Nordrhein-Westfalen und die zugehörige Durchführungsverordnung wurden diesbezüglich im März 2022 grundlegend novelliert.